# Australasian Championships 1913/Herrendoppel
Das Herrendoppel der Australasian Championships 1913 war ein Tenniswettbewerb in Perth.
Titelverteidiger waren Charles Dixon und James Parke. Das Finale gewannen Alf Hedeman und Ernest Parker gegen Harry Parker und Roy Taylor.

## Hauptrunde
Zeichenerklärung
- Q = Qualifikant
- WC = Wildcard
- LL = Lucky Loser
- ITF = qualifiziert über ITF-Ranking
- ALT = alternate (Ersatz)
- PR = Protected Ranking
- SE = Special Exempt
- r = retired (Aufgabe)
- d = Disqualifikation
- w.o. = walkover
- [ ] = Match-Tie-Break

|  | Finale |                           |   |   |   |   |  |
|  |        |                           |   |   |   |   |  |
|  |        | Alf Hedeman Ernest Parker | 8 | 4 | 6 | 6 |  |
|  |        | Harry Parker Roy Taylor   | 6 | 6 | 4 | 4 |  |